# Jan Michiels
Jan Michiels, né en 1966 à Izegem, est un pianiste et professeur de musique belge.

## Biographie
Il a obtenu un premier prix de piano au Conservatoire royal de Bruxelles, dans la classe d'Abel Matthys, avant d'étudier avec à la Hochschule der Künste de Berlin sous la direction de Hans Leygraf. En 1988, il remporte le concours des jeunes pianistes Pro Civitate. Un an plus tard, il remporte le concours international Emmanuel Durlet. En 1991, il participe au Concours musical international Reine Élisabeth de Belgique, dont il est l'un des lauréats. Il intervient par la suite en tant que membre du jury. Dès lors sa carrière nationale est lancée. Il est régulièrement appelé à intervenir lors du Festival de Flandre. En 2006, il est encore lauréat du KBC Music Prize.
Jan Michiels est professeur de piano au Conservatoire royal de Bruxelles, où il dirige la classe de musique contemporaine. Il est également associé à l'Institut Orpheus. Le 19 mars 2011, il obtient le grade de docteur ès arts pour sa thèse intitulée Teatro dell'ascolto (Worüber man nichts sagen kann, muss man spielen : « Ce dont on ne peut parler, il faut le jouer » — allusion à la dernière proposition du Tractatus logico-philosophicus de Ludwig Wittgenstein, « Ce dont on ne peut parler, il faut le taire »).
Jan Michiels se produit régulièrement en tant que soliste, depuis le début du XXIe siècle.

## Discographie
Le répertoire de Jan Michiels va de Bach à la musique contemporaine. Sa discographie comprend la musique de Brahms, Dvořák, Debussy, Bartók, Liszt, Rachmaninov, mais aussi Ligeti et Kurtág.